# Moulin à vent de Romanèche-Thorins
Le moulin à vent de Romanèche-Thorins est un moulin à vent situé sur le territoire de la commune de Romanèche-Thorins dans le département français de Saône-et-Loire et la région Bourgogne-Franche-Comté.

## Historique
Il fait l'objet d'un classement au titre des monuments historiques depuis le 29 août 1930.